# Base Aérea Teniente Vicente Landaeta Gil
La Base Aérea Teniente Vicente Landaeta Gil, conocida también como Balanda, es fundada el 14 de febrero de 1964, por resolución N.º A-184 del Comando General de la Aviación Militar Bolivariana (AMB) de la Fuerza Armada Nacional Bolivariana (FANB). Se localiza en la ciudad de Barquisimeto, del estado Lara, Venezuela.

## Inicio de actividades

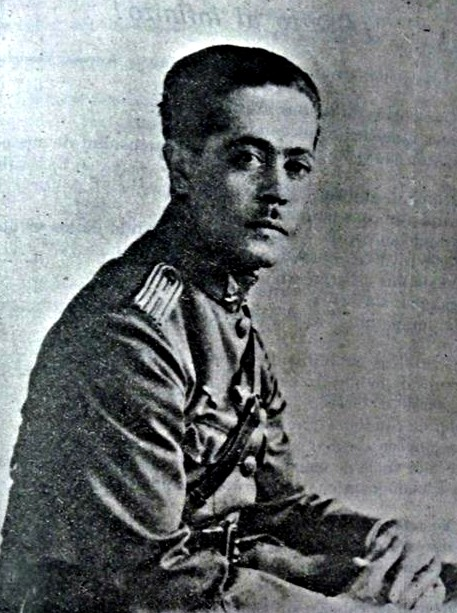
Teniente Vicente Landaeta Gil (1897-1931)

El 10 de diciembre del año 1963, se emite la Resolución N.º A-184 del Comando General de la Fuerza Aérea Venezolana (FAV), antiguo nombre de la Aviación Militar Bolivariana, mediante la cual se crea la Base Aérea Teniente Vicente Landaeta Gil, con sede en la ciudad de Barquisimeto, estado Lara. Tiene como epónimo a un distinguido oficial venezolano, integrante de la Primera Promoción de Aviadores Militares. Este oficial de grandes dotes y virtudes fallece en un accidente aéreo ocurrido el día 4 de febrero del año 1931 al estrellarse, precisamente, en el campo de aterrizaje de la ciudad de Barquisimeto, el avión Farman 190 que tripulaba; siendo este el primer accidente aéreo que ocurre en Venezuela.
El día 14 de febrero del año 1964, es inaugurada oficialmente las instalaciones de la Base Aérea Teniente Vicente Landaeta Gil, siendo destacado en esta Unidad el Escuadrón B-40, equipado con aviones B-25 Mitchell, del Grupo Aéreo de Bombardeo N.º 13 e igualmente se activa el Escuadrón de Policía Aérea, con la finalidad de proporcionar la seguridad del personal, equipos e instalaciones como también a las operaciones que desde ella se realizan. Correspondía el honor de ser su primer comandante al mayor (Av) Juan Ignacio Leyzeaga, quien ejerce el comando hasta el año de 1965, cuando entrega el mismo al mayor (Av) César Guerrero Zambrano. El lema de esta naciente Unidad es “Seguros hacia el mañana”.
La Base Aérea Teniente Vicente Landaeta Gil fue concebida como una infraestructura con todos los servicios, para operar en forma segura y eficiente en cualquier momento que sea requerido, para así garantizar al máximo la movilización y operatividad de cualquier de los sistemas de armas con que cuenta la Aviación Militar Bolivariana.
Durante este lapso de tiempo, se realizó la celebración del Cuadragésimo Séptimo Aniversario de la Aviación Militar Bolivariana, acto realizados en la Base Aérea El Libertador, Maracay estado Aragua, y en la Base Aérea Teniente Vicente Landaeta Gil; el teniente coronel (Av) César Guerrero Zambrano, Comandante de la Unidad, en acto de singular importancia impuso botones de antigüedad y entregó menciones honoríficas al personal civil de la AMB, quienes con lealtad, disciplina y excelente conducta, han consagrado gran parte de su vida al engrandecimiento de nuestra fuerza aérea. Igualmente se realizó un desfile militar y demostraciones aéreas.

## Historia
En el año de 1968, se efectuó un gran avance en el campo tecnológico al participar personal técnico de esta unidad en el ensamblaje en el país de los aviones  F-86K y el comienzo de las inspecciones mayores al sistema Canberra; las cuales se hacían en el exterior.
La unidad participó con una escuadrilla de bombardero B-25 Mitchell en los actos del 48.º Aniversario de la Aviación Militar Venezolana, realizados en la Base Aérea El Libertador en la ciudad de Maracay.
En el mes de julio del año 1969, recibe el Comando de la Base, el teniente coronel (Av) Rafael Sánchez Mejías. Durante este año, la Fuerza Aérea sufre un cambio en su organización estructural al ser reestructurada de la siguiente manera: una Comandancia General de la Aviación como cerebro ductor y regente; un Estado Mayor de la Aviación, y una Inspectoría General de la Aviación, como organismos asesores; y como organismos ejecutantes tres grandes Comandos: El Comando Aéreo de Instrucción, el Comando Aéreo de Servicios y el Comando Aéreo de Combate; comando al cual es asignada esta unidad.	
Durante este año de 1969, ocurre un lamentable accidente de un avión B-25 Mitchell en la ciudad de Barquisimeto, donde fallece el sargento técnico de tercera (Av) Esteban Sánchez Pachano.
Con el transcurrir de los años, esta Unidad dio cobijo a sistemas de armas como el Canberra, F-86K, F-86F; siendo estos últimos los que le dieron vida operacional a esta Unidad por ser los primeros aviones que fueron asignados como Unidad Operacional a la Base Aérea; esto ocurre en el mes de julio del año 1971 cuando el Grupo Aéreo de Caza N.º 12 fija como su sede estas instalaciones. En el transcurso de este año fueron trasladados a Barcelona, los aviones Canberra  que habían estado destacado en esta unidad.
A finales de este año, ingresa al Escuadrón de Héroes, el teniente (Av) Esteban Raga Parra, quien fallece al estrellarse el avión F-86Fque piloteaba cerca de la población de Sanare.
Durante el año de 1972, la Aviación Militar Bolivariana adquiere el sistema de armas CF-5, avión que con el correr de los años será el avión operacional de esta base aérea.
En el año de 1973, ocurre el lamentable accidente, donde fallecen los tenientes (Av) Otilio Guerra Torres, José Lucena Escalona, Carlos Colmenares Parada, el Sargento de la Aviación Militar Bolivariana Venancio Chávez y el Aerotécnico Orlando Loaiza, al precipitarse a tierra cerca de la población de Tapipa en el estado Miranda, el avión B-25 Mitchellen que viajaban.

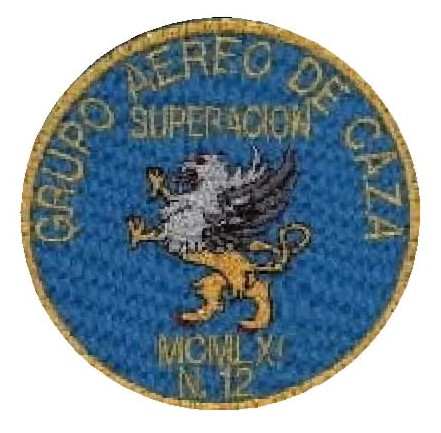
Parche del Grupo Aéreo de caza N.º 12

En 1974, el Grupo Aéreo de Caza N.º 12, es trasladado definitivamente a Barquisimeto, convirtiéndose en la unidad operativa de la Base Aérea Teniente Vicente Landaeta Gil, cuyo objetivo principal es la de realizar operaciones de contra fuerza aérea y de apoyo aéreo directo, a fin de contribuir al cumplimiento de la misión de la Aviación Militar Bolivariana. Pero no es hasta el mes de julio del año 1974, cuando los aviones son trasladados definitivamente a la Base Aérea Teniente Vicente Landaeta Gil, donde operan desde entonces.
La llegada de los aviones CF-5, junto con la escuela de caza canadiense, le dio un vuelco a la instrucción y formación de los pilotos de caza que hasta el momento existía en la Aviación Militar Bolivariana, lo que introdujo nuevas técnicas y conocimientos.
En el año de 1976, entra en vigencia el Plan de Vivienda a través del Instituto de la Vivienda de Guarnición de las Fuerzas Armadas, lo que haría posible la fabricación de las casas de la Urbanización Militar Teniente Vicente Landaeta Gil.
Para el año de 1977, a través de los planes de mejoramiento para el personal militar y civil de las fuerzas armadas, se crean los comisariatos en la fuerza aérea; con ello se crearía a posteriori el comisariato de esta base aérea.
En este mismo año, ocurre el accidente de aviación donde pierden la vida el mayor (Av) Rafael Mota Peñaloza y el subteniente (Av) Franco Paternóster Oro fino, fallecidos el 21 de septiembre en Los Tamayones, estado Lara, cuando efectuaban un vuelo de entrenamiento en un avión VF-5D.
Mientras transcurre el año de 1978, son creados los cuerpos auxiliares de la fuerza aérea, mejor conocidos por sus iniciales como CAFAV,  estos cuerpos estaban integrados por personas que desarrollan actividades aeronáuticas en el país, quienes serían entrenados y controlados por la fuerza aérea para el cumplimiento de operaciones aéreas en caso de emergencia o a requerimiento del comando, a esta base le fue asignado el control del Cuerpo Auxiliar N.º 3.
En el año de 1979, se efectúan los trabajos de modificación a los equipos de navegación y comunicación del avión CF-5, denominándose desde entonces VF-5.
Para el año de 1986, específicamente en el mes de noviembre, la Aviación Militar Bolivariana, realiza un cambio organizacional de los Grupos Aéreos al efectuar la transformación del Escuadrón de Caza N.º 35 del Grupo Aéreo de Caza N.º 12 en Escuadrón Escuela de Combate N.º 35. En el mes de febrero del año 1987 le es asignado a este nuevo Escuadrón el Sistema de Armas T-2D, los cuales formaban parte del Grupo de Entrenamiento Aéreo; siendo su primer comandante el mayor (Av) Arnoldo Certain Gallardo. Este Escuadrón tenía la responsabilidad de formar los pilotos de caza de la Fuerza Aérea que alimentarían a las Unidades de Caza como lo son los Grupos Aéreos de Caza N.º 11 (aviones Mirage 50), N.º 12 (aviones VF-5) y N.º 16 (aviones F-16) respectivamente.
Nuevamente, en el año de 1991, la Aviación Militar Bolivariana, implementa un Programa de Modernización denominado “Programa Grifo” para una nueva modernización a los aviones VF-5. Esta modernización consistió en la modificación del sistema de navegación y comunicación por un sistema electrónico de navegación de ataque integrado.
En el año de 1997, y motivado a cambios organizacionales dentro de la Aviación Militar Bolivariana, la Base Aérea Teniente Vicente Landaeta Gil pasa a ser el Comando de la II Zona Aérea de la Fuerza Aérea Venezolana, todo esto de acuerdo a lo dispuesto a la Resolución del Ministerio de la Defensa N.º FAV 2276 de fecha 25 de febrero de 1997, siendo el primer comandante de esta zona el general de brigada (Av) Lester Luis López Ordaz.
En el año 2000, se produce un accidente aéreo, el avión VF-5 siglas 9348 que era piloteado por el capitán (Av) Ricardo Fernández Rizo, presentó una falla mecánica por lo cual tuvo que eyectarse cerca de la población de Quíbor, estado Lara, sin presentarse pérdidas humanas que lamentar.

## Organización
ZONA AÉREA II.
Cuartel general: Base Aérea "Teniente Vicente Landaeta Gil", Barquisimeto, Estado Lara.
Jurisdicción: Región Centro-Occidental, específicamente los estados Lara, Falcón, Yaracuy, Portuguesa, Barinas y Cojedes.
Unidades asignadas
- Grupo Aéreo de Caza N.º 12:

- Escuadrón de Caza N 35.

- Escuadrón de Caza N 36.

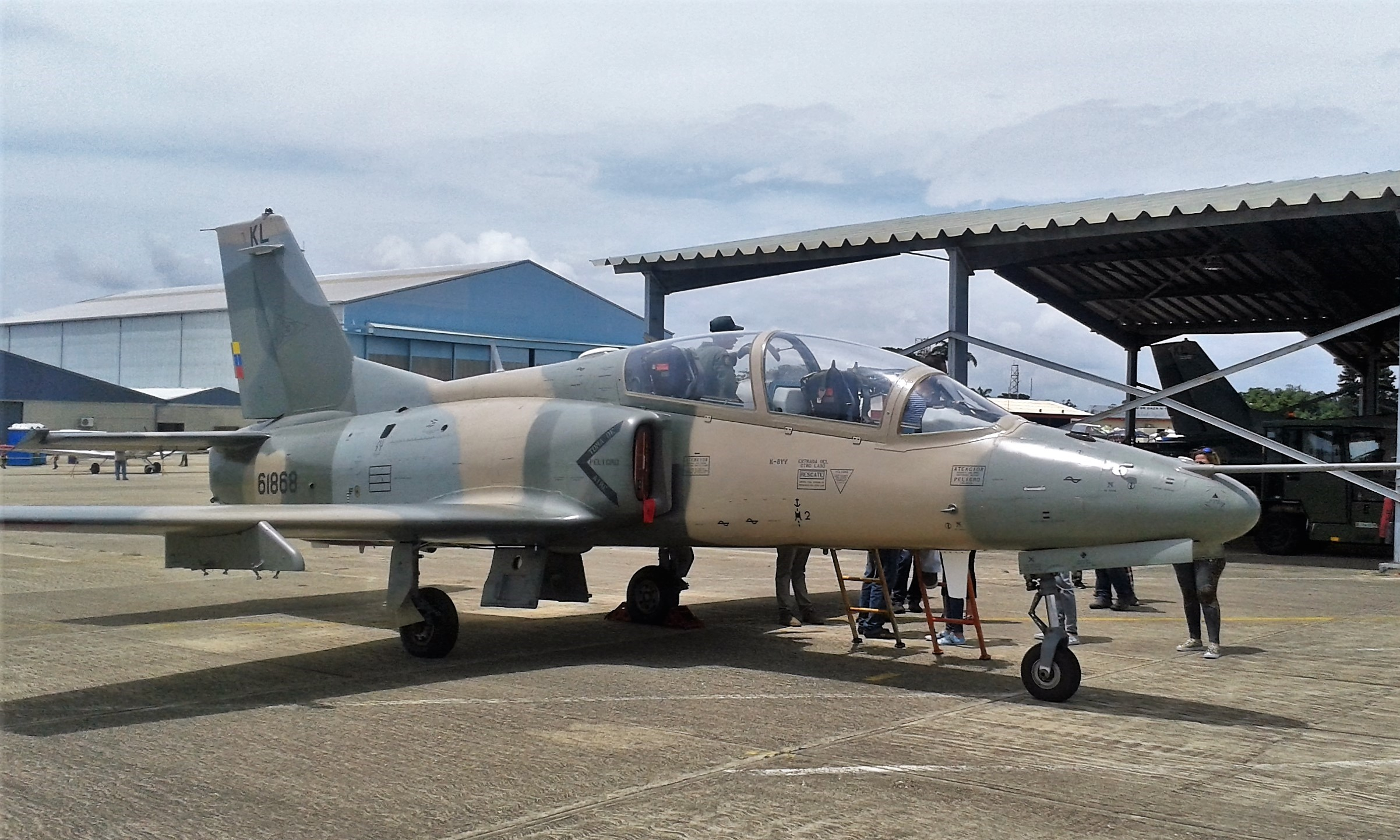
K-8W Karakorum Grupo Aéreo de Caza Nº 12 GRIFOS

- Escuadrón de Mantenimiento N 127.

Materiales aeronaves

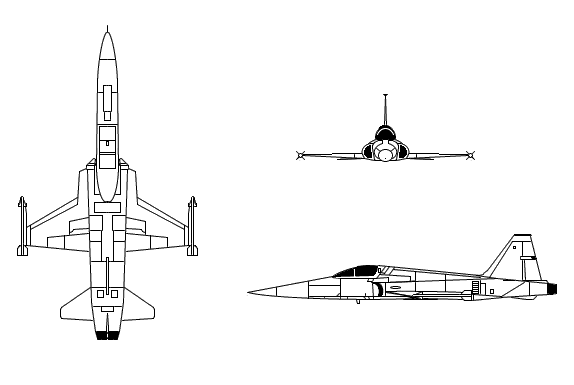
Canadair/Northrop Freedom Fighter F-5

- Canadair/Northrop Freedom Fighter CF-5A (conocidos localmente como: VF-5, tras varios procesos de modernizaciones)  Canadá Países Bajos
- Canadair/Northrop Freedom Fighter RCF-5A (conocidos localmente como: VF-5, tras varios procesos de modernizaciones)  Canadá Países Bajos
- Canadair/Northrop Freedom Fighter CF-5D (conocidos localmente como: VF-5, tras varios procesos de modernizaciones)  Canadá Países Bajos
- Canadair/Northrop Freedom Fighter NF-5A (conocidos localmente como: VF-5, tras varios procesos de modernizaciones)  Canadá Países Bajos
- Canadair/Northrop Freedom Fighter NF-5B (conocidos localmente como: VF-5, tras varios procesos de modernizaciones)  Canadá Países Bajos
- Beechcraft A-65 B80 Queen Air  Estados Unidos
- Hongdu K-8W Karakorum[5]  China

### Aeronaves legendarias asignadas
- B-25 Mitchell  Estados Unidos
- F-86K  Estados Unidos
- Canberra
- T-2D  Estados Unidos